# قضية قناة كورفو
كانت قضية قناة كورفو (بالفرنسية: Affaire du Détroit de Corfou) أول قضية قانونية دولية عامة عُرضت أمام محكمة العدل الدولية بين عامي 1947 و1949، تتعلق بمسؤولية الدول عن التلوث البحري، إضافة إلى مبدأ المرور البريء للسفن. كانت القضية المثيرة للجدل أول قضية من أي نوع تنظر فيها محكمة العدل الدولية بعد إنشائها عام 1945.
بعد سلسلة من الحوادث في الفترة الممتدة من مايو إلى نوفمبر من العام 1946 في قناة كورفو بين المملكة المتحدة وجمهورية ألبانيا الشعبية، أدت إحداها إلى إلحاق الضرر بسفينتين من البحرية الملكية وخسائر كبيرة في الأرواح. رفعت المملكة المتحدة دعوى أمام محكمة العدل الدولية للمطالبة بتعويضات. بعد صدور حكم أولي بشأن الاختصاص القضائي عام 1948، أصدرت محكمة العدل الدولية أحكامًا منفصلة بشأن التعويضات عام 1949، فمنحت المملكة المتحدة 843,947 جنيهًا استرلينيًا. مرّت عقود ولم يُدفع المبلغ المستحق، فأدت الجهود والمتابعات البريطانية إلى قضية أخرى أمام محكمة العدل الدولية متعلقة بتسوية المطالبات الألبانية والإيطالية بأحقية ملكية أكثر من طنين من الذهب النازي. عام 1996، قامت ألبانيا والمملكة المتحدة بتسوية الحكم إلى جانب تسوية مطالبة ألبانيا بالذهب.
كان لقضية قناة كورفو تأثير دائم على ممارسة القانون الدولي، وخاصة على قانون البحار. اعتمد مفهوم المرور البريء الذي استخدمته المحكمة في نهاية المطاف في عدد من اتفاقيات قانون البحار الهامة. كان للموقف الذي اتخذته المحكمة بشأن استخدام القوة أهمية في القرارات اللاحقة، مثل قضية نيكاراغوا ضد الولايات المتحدة. إضافة إلى ذلك، عملت القضية على تحديد عدد من الاتجاهات الإجرائية المتبعة في إجراءات محكمة العدل الدولية اللاحقة.

## حادثة قناة كورفو
عام 1946، خلال الحرب الأهلية اليونانية، وقعت سلسلة من ثلاث حوادث في قناة كورفو بين ألبانيا والمملكة المتحدة.
في 15 مايو، مرّ الطرّادان أوريون وسوبرب عبر الجزء الشمالي من قناة كورفو. فتحت بطاريات الشواطئ الألبانية النار على السفينتين، لتصيب النيران نقاطًا تبعد أقل من 200 ياردة (180 م) عن السفن، لكنها لم تصب أيًا منها. قدمت المملكة المتحدة احتجاجًا رسميًا للمطالبة باعتذار من ألبانيا، بينما ذكرت ألبانيا أن السفن اقتحمت مياهها الإقليمية، وأكدت أن المرور عبر قناة كورفو يتطلب إذنًا رسميًا منها. في 2 أغسطس، ذكرت المملكة المتحدة أن سفن البحرية الملكية ستردّ على أي طلاق نار في المستقبل.

في 22 أكتوبر، دخل أسطول البحرية الملكية المكون من طرادات موريشيوس وليندر، والمدمرات سوماريز وفولاج، قناة كورفو. كانت السفن على أهبة الاستعداد، مع أوامر واضحة بالرد على أي إطلاق للنار. لم تكن أسلحتهم محشوة، وكانت في وضع محايد وغير موجهة نحو الشاطئ كي لا يستفزوا الألبان. في تمام الساعة 2:53 مساءً، ضرب السفينة ساوماريز لغمٌ فأصيبت بأضرار بالغة. قتل ستة وثلاثون شخصًا على متنها. سحبتها فولاج، ليضربها لغمٌ آخر عند الساعة 4:16 مساءً فقتل ثمانية أشخاص آخرون. مات ما مجموعه أربعة وأربعون شخصًا وأصيب اثنان وأربعون آخرون، كما تعرضت سوماريز لأضرار لا يمكن إصلاحها. لاحظت السفن بطاريات الشواطئ القريبة، لكن لم يتخذ أي من الطرفين أي إجراء، كما اقترب قارب كان يرفع شارة ألبانية وعلمًا أبيض من فولاج لسؤالهم عما تفعله هذه السفن هناك. عام 2014، علّق عالم الآثار البحرية جيمس ب. ديلجادو عن الحادث قائلًا:
«إن ضيق قناة كورفو وضحالة مياهها والطبيعة الصخرية لمنطقة شمال الجزيرة دفع فعليًا السفن إلى حافة الحدود البحرية لألبانيا، أحيانًا إلى مسافة ميل واحد من الشاطئ. نظرًا لوجود دفاعات ألبانية، أضف إليها التوترات التي تسبب بها حاكم ألبانيا المناهض للغرب والحكومة البريطانية التي تتوق إلى إعادة تأكيد دور بحري قوي لها في المنطقة، فإن الصدام ربما كان لا مفر منه».
في 12 و13 نوفمبر، قامت البحرية الملكية بعملية لإزالة الألغام في قناة كورفو، عملية ريتايل، والتي جرت في المياه الإقليمية الألبانية دون إذن مسبق من ذلك البلد. نتيجة لذلك، قدمت الحكومة الألبانية شكوى رسمية إلى الأمم المتحدة، واصفة العملية بأنها توغل في المياه الإقليمية الألبانية.
في 9 ديسمبر، طلبت المملكة المتحدة تعويضات من ألبانيا. أنكرت ألبانيا تورطها في زرع الألغام وألقت باللوم على اليونان. في يناير من العام 1947، حاولت المملكة المتحدة إشراك مجلس الأمن التابع للأمم المتحدة في القضية. اعترض الاتحاد السوفيتي، لكن مجلس الأمن استمع إلى الشكوى البريطانية على الرغم من اعتراضه. لم تتوصل لجنة تقصي الحقائق المؤلفة من ممثلين بولنديين وأستراليين وكولومبيين إلى استنتاجات على الرغم من انها عقدت عشرة اجتماعات. منع استخدام الاتحاد السوفييتي لحق النقض، بدعم من بولندا، قرارًا من شأنه أن يتهم ألبانيا بالمسؤولية غير المباشرة عن حقل الألغام. أصدر مجلس الأمن قرارًا في 9 أبريل من العام 1947، مع امتناع الاتحاد السوفيتي وبولندا عن التصويت، أوصى فيه المملكة المتحدة وألبانيا بحل النزاع في محكمة العدل الدولية. قُدمت هذه التوصية عملاً بالفقرة 3 من المادة 36 من ميثاق الأمم المتحدة. في 22 مايو، رفعت المملكة المتحدة دعوى ضد ألبانيا أما محكمة العدل الدولية. كانت محكمة العدل الدولية، وهي في حالة انعقاد دائم، متاحة لبدء النظر في القضية على الفور. على الرغم من وجود تراكم طويل من الأمور التي يجب أخذها بعين الاعتبار، مثل طلب رأي أو استشارة بشأن المادة 4 من ميثاق الأمم المتحدة، فقد نُظر في قضية قناة كورفو أولًا.

## تاريخ القضية
قدمت المملكة المتحدة طلبها إلى محكمة العدل الدولية في 22 مايو من العام 1947. قُدّم الطلب دون أي تفاوض مسبق مع ألبانيا للتوصل إلى اتفاق خاص. تمت الموافقة على الاختصاص القضائي لمحكمة العدل الدولية بشأن هذه المسألة بموجب الفقرة 1 من المادة 36 من النظام الأساسي لمحكمة العدل الدولية. مثل المملكة المتحدة في البداية محامٍ عام يدعى هارتلي شوكروس، وهو كان كبير المدعين العامين في المملكة المتحدة في محاكمات نورمبرغ. كان إريك بيكيت، المستشار القانوني لوزارة الخارجية البريطانية، عضوًا رئيسيًا في الفريق القانوني البريطاني الذي حصل على دعم إضافي من هيرش لوترباخت وهامفري والدوك وريتشارد ويلبرفورس وغيرهم.
قدمت ألبانيا رسالة إلى المحكمة في 2 يوليو، قبلت فيها جزئيا بتوصيات مجلس الأمن. كان المحامي الرئيسي لألبانيا يُدعى بيير كوت، وهو نائب راديكالي في الجمعية الوطنية الفرنسية حينها. في أواخر شهر يوليو، أصدر رئيس المحكمة أمرًا يحدد المواعيد النهائية لتقديم كل طرف لدفوعه. بينما التزمت المملكة المتحدة بهذا الموعد النهائي، قدمت ألبانيا اعتراضًا على الطلب.
أمرت محكمة العدل الدولية ألبانيا بدفع مبلغ 843,947 جنيهًا استرلينيًا للمملكة المتحدة، أو ما يعادل 22.6 مليون جنيه إسترليني عام 2016. حتى عام 2012، كانت هذه هي الحالة الوحيدة التي أصدرت فيها محكمة العدل الدولية حكمًا بدفع أموال نقدية للدولة صاحبة الادعاء.
ظل الحكم ضد ألبانيا غير مدفوع لعقود. خلال المفاوضات التي جرت في صيف عام 1950، عرضت ألبانيا 40,000 جنيهًا استرلينيًا لتسوية مطالبة المملكة المتحدة رضائيًا، أو ما يعادل 1.07 مليون جنيه إسترليني في عام 2016. في يناير من العام 1951، رفضت المملكة المتحدة العرض الألباني لتنهار المفاوضات بعدها. نظرت السلطات في المملكة المتحدة بإمكانية مصادرة الممتلكات الألبانية في المملكة المتحدة. وقد فشل ذلك بسبب عدم وجود أي ممتلكات ألبانية في بريطانيا. في النهاية، أدت الجهود والمتابعات البريطانية إلى قضية أخرى أمام محكمة العدل الدولية متعلقة بتسوية المطالبات الألبانية والإيطالية بأحقية ملكية أكثر من طنين من الذهب النازي. عام 1996، قامت ألبانيا والمملكة المتحدة بتسوية الحكم إلى جانب تسوية مطالبة ألبانيا بالذهب.